# Tache mongoloïde
 Mise en garde médicale
La tache mongoloïde également appelée tache mongolique, tache bleue mongolique ou tache pigmentaire congénitale (TPC),, est une melanocytose dermique (ou mélanose dermique) congénitale. Elle est constituée d'une tache de taille variable, de couleur gris-bleu ou gris-marron qui apparaît chez le nourrisson à la naissance ou plus tard, et disparaît dans le courant de l'enfance. Elle se situe le plus souvent au sommet du pli interfessier, au niveau de la région sacro-lombaire ou sacro-coccygienne.  Elle est liée à un trouble de la migration de mélanoblastes pendant la vie fœtale. Ce sont les cellules de Baelz qui la provoquent.

## Répartition
Elle apparaît notamment chez l'ensemble de la population mongole ce qui a fait longtemps croire qu'elle était spécifique à celle-ci et lui a donné son nom. Elle apparaît également systématiquement chez leurs voisins coréens, japonais, chinois (98 %), vietnamiens (80 %) et inuits (ensemble de peuples que l'on retrouve en Amérique du Nord, au Groenland et en Sibérie) d'Angmassalik (Groenland). Une étude de 1910 a également démontré qu'elle est également systématiquement présente chez les Mérinas, un peuple malgache d'origine austronésienne, lorsqu'ils ne sont pas métissés. On en trouve également chez 15 % de la population en Turquie (Les peuples turcs viennent d'Asie centrale et Mongolie. Les Seldjoukides, un de ces peuples, ont envahi l'Anatolie au XIe siècle). Elle apparaît également sporadiquement chez les enfants à peau claire en Europe de l'Est, plus particulièrement chez les Slaves de Russie ainsi qu'en Scandinavie.    
Elle se situe sur le dos ou les fesses (région lombo-sacrée) et concerne particulièrement les asiatiques, d'où sa dénomination. Cette lésion est bénigne et correspond à un nævus pigmentaire (hypermélanose). On a attribué autrefois sa diffusion à l'expansion des Huns sous Attila, venus d'Asie centrale. On retrouve cette idée dans l'expression « tache d'Attila » utilisée encore aujourd'hui en Champagne. Elle est effectivement très présente chez les populations asiatiques actuelles.